# Liste des ministres belges de l'Agriculture
Cette page donne la liste des ministres belges de l'Agriculture ; le nom exact de la fonction peut varier au fil des nominations ministérielles.
Depuis le 1er octobre 2020, la compétence est exercice par David Clarinval, d'abord au sein du gouvernement De Croo, et depuis le 3 février 2025 au sein du gouvernement De Wever

## Liste
| Titulaire | Titulaire                | Titulaire                                   | Parti                      | Mandat                                                          | Gouvernement | Portefeuille ministériel |
| --------- | ------------------------ | ------------------------------------------- | -------------------------- | --------------------------------------------------------------- | --- | --- |
| 1         |                          | Auguste Beernaert (1829-1912)               | Parti catholique           | 16 juin 1884 - 26 octobre 1884 (4 mois et 10 jours)             | Malou II | Ministre de l'Agriculture, de l'Industrie et des Travaux publics                                                                           |
| 2         |                          | Alphonse de Moreau (1840-1911)              | Parti catholique           | 26 octobre 1884 - 26 août 1888 (3 ans et 10 mois)               | Beernaert | Ministre de l'Agriculture, de l'Industrie et des Travaux publics                                                                           |
| 3         |                          | Léon de Bruyn (1838-1908)                   | Parti catholique           | 26 août 1888 - 5 août 1899 (10 ans, 11 mois et 10 jours)        | Beernaert | Ministre de l'Agriculture, de l'Industrie et des Travaux publics                                                                           |
| 3         | de Burlet                | Léon de Bruyn (1838-1908)                   | Parti catholique           | 26 août 1888 - 5 août 1899 (10 ans, 11 mois et 10 jours)        | Ministre de l'Agriculture et des Travaux publics                                                                                     | |
| 3         | de Smet de Naeyer I      | Léon de Bruyn (1838-1908)                   | Parti catholique           | 26 août 1888 - 5 août 1899 (10 ans, 11 mois et 10 jours)        | Ministre de l'Agriculture et des Travaux publics                                                                                     | |
| 3         | Vandenpeereboom          | Léon de Bruyn (1838-1908)                   | Parti catholique           | 26 août 1888 - 5 août 1899 (10 ans, 11 mois et 10 jours)        | Ministre de l'Agriculture et des Travaux publics                                                                                     | |
| 4         |                          | Maurice van der Bruggen (1852-1919)         | Parti catholique           | 5 août 1899 - 2 mai 1907 (7 ans, 8 mois et 27 jours)            | de Smet de Naeyer II | Ministre de l'Agriculture |
| 5         |                          | Joris Helleputte (1852-1925)                | Parti catholique           | 2 mai 1907 - 30 octobre 1908 (1 an, 5 mois et 28 jours)         | de Trooz | Ministre de l'Agriculture |
| 5         | Schollaert               | Joris Helleputte (1852-1925)                | Parti catholique           | 2 mai 1907 - 30 octobre 1908 (1 an, 5 mois et 28 jours)         | | Ministre de l'Agriculture |
| 6         |                          | François Schollaert (1851-1917)             | Parti catholique           | 30 octobre 1908 - 5 août 1910 (1 an, 9 mois et 6 jours)         | Ministre de l'Intérieur et de l'Agriculture                                                                                          | |
| (5)       |                          | Joris Helleputte (1852-1925)                | Parti catholique           | 5 août 1910 - 17 juin 1911 (10 mois et 12 jours)                | Ministre de l'Agriculture et des Travaux publics                                                                                     | |
| 7         |                          | Aloys Van de Vyvere (1871-1961)             | Parti catholique           | 17 juin 1911 - 11 novembre 1912 (1 an, 4 mois et 25 jours)      | de Broqueville I | Ministre de l'Agriculture et des Travaux publics                                                                                           |
| (5)       |                          | Joris Helleputte (1852-1925)                | Parti catholique           | 11 novembre 1912 - 21 novembre 1918 (6 ans et 10 jours)         | de Broqueville I | Ministre de l'Agriculture et des Travaux publics                                                                                           |
| (5)       | Cooreman                 | Joris Helleputte (1852-1925)                | Parti catholique           | 11 novembre 1912 - 21 novembre 1918 (6 ans et 10 jours)         | | Ministre de l'Agriculture et des Travaux publics                                                                                           |
| 8         |                          | Albéric Ruzette (1886-1929)                 | Parti catholique           | 21 novembre 1918 - 13 mai 1925 (6 ans, 5 mois et 22 jours)      | Delacroix I | Ministre de l'Agriculture |
| 8         | Delacroix II             | Albéric Ruzette (1886-1929)                 | Parti catholique           | 21 novembre 1918 - 13 mai 1925 (6 ans, 5 mois et 22 jours)      | | Ministre de l'Agriculture |
| 8         | Carton de Wiart          | Albéric Ruzette (1886-1929)                 | Parti catholique           | 21 novembre 1918 - 13 mai 1925 (6 ans, 5 mois et 22 jours)      | | Ministre de l'Agriculture |
| 8         | Theunis I                | Albéric Ruzette (1886-1929)                 | Parti catholique           | 21 novembre 1918 - 13 mai 1925 (6 ans, 5 mois et 22 jours)      | Ministre de l'Agriculture et des Travaux publics                                                                                     | |
| 8         | Vande Vyvere             | Albéric Ruzette (1886-1929)                 | Parti catholique           | 21 novembre 1918 - 13 mai 1925 (6 ans, 5 mois et 22 jours)      | Ministre de l'Agriculture et des Travaux publics                                                                                     | |
| (7)       |                          | Aloys Van de Vyvere (1871-1961)             | Parti catholique           | 13 mai 1925 - 24 février 1926 (9 mois et 11 jours)              | Poullet | Ministre de l'Agriculture et des Travaux publics                                                                                           |
| 9         |                          | Pierre de Liedekerke de Pailhe (1869-1943)  | Parti catholique           | 24 février 1926 - 20 mai 1926 (2 mois et 26 jours)              | Poullet | Ministre de l'Agriculture et des Travaux publics                                                                                           |
| 10        |                          | Henri Baels (1878-1951)                     | Parti catholique           | 20 mai 1926 - 15 juin 1931 (5 ans et 26 jours)                  | Jaspar I | Ministre de l'Agriculture et des Travaux publics                                                                                           |
| 10        | Jaspar II                | Henri Baels (1878-1951)                     | Parti catholique           | 20 mai 1926 - 15 juin 1931 (5 ans et 26 jours)                  | | Ministre de l'Agriculture et des Travaux publics                                                                                           |
| 11        |                          | Émile van Dievoet (1886-1967)               | Parti catholique           | 15 juin 1931 - 22 octobre 1932 (1 an, 4 mois et 7 jours)        | Renkin | Ministre de l'Agriculture |
| 12        |                          | Charles de Broqueville (1860-1940)          | Parti catholique           | 22 octobre 1932 - 17 décembre 1932 (1 mois et 25 jours)         | de Broqueville III | Premier ministre et ministre de l'Agriculture et des Classes moyennes                                                                      |
| 13        |                          | Gustave Sap (1886-1940)                     | Parti catholique           | 17 décembre 1932 - 12 juin 1934 (1 an, 5 mois et 26 jours)      | de Broqueville III | Ministre de l'Agriculture et des Classes moyennes                                                                                          |
| 14        |                          | Frans Van Cauwelaert (1880-1961)            | Parti catholique           | 12 juin 1934 - 14 janvier 1935 (7 mois et 2 jours)              | de Broqueville III | Ministre de l'Industrie, de l'Agriculture, des Classes moyennes et du Commerce extérieur                                                   |
| 14        | Theunis II               | Frans Van Cauwelaert (1880-1961)            | Parti catholique           | 12 juin 1934 - 14 janvier 1935 (7 mois et 2 jours)              | Ministre de l'Agriculture, des Classes moyennes et des Travaux publics                                                               | |
| 15        | Theunis II               |                                             | Hubert Pierlot (1883-1963) | Parti catholique                                                | 14 janvier 1935 - 25 mars 1935 (2 mois et 11 jours)                                                                                  | Ministre de l'Agriculture et des Classes moyennes                                                                                          |
| 16        |                          | August De Schryver (1898-1991)              | Parti catholique           | 25 mars 1935 - 13 juin 1936 (1 an, 2 mois et 19 jours)          | Van Zeeland I | Ministre de l'Agriculture |
| (15)      |                          | Hubert Pierlot (1883-1963)                  | Parti catholique           | 13 juin 1936 - 15 mai 1938 (1 an, 11 mois et 2 jours)           | Van Zeeland II | Ministre de l'Agriculture |
| (15)      | Janson                   | Hubert Pierlot (1883-1963)                  | Parti catholique           | 13 juin 1936 - 15 mai 1938 (1 an, 11 mois et 2 jours)           | | Ministre de l'Agriculture |
| 17        |                          | Paul Heymans (1895-1960)                    | Bloc Catholique Belge      | 15 mai 1938 - 21 janvier 1939 (8 mois et 6 jours)               | Spaak I | Ministre des Affaires économiques, des Classes moyennes et de l'Agriculture                                                                |
| 18        |                          | Charles d'Aspremont Lynden (1888-1967)      | Bloc Catholique Belge      | 21 janvier 1939 - 22 février 1939 (1 mois et 1 jour)            | Spaak I | Ministre de l'Agriculture |
| (15)      |                          | Hubert Pierlot (1883-1963)                  | Bloc Catholique Belge      | 22 février 1939 - 18 avril 1939 (1 mois et 27 jours)            | Pierlot I | Premier ministre et ministre de l'Agriculture                                                                                              |
| (18)      |                          | Charles d'Aspremont Lynden (1888-1967)      | Bloc Catholique Belge      | 18 avril 1939 - 31 octobre 1940 (1 an, 6 mois et 13 jours)      | Pierlot II | Ministre de l'Agriculture |
| (18)      | Pierlot III              | Charles d'Aspremont Lynden (1888-1967)      | Bloc Catholique Belge      | 18 avril 1939 - 31 octobre 1940 (1 an, 6 mois et 13 jours)      | | Ministre de l'Agriculture |
| (18)      | Pierlot IV               | Charles d'Aspremont Lynden (1888-1967)      | Bloc Catholique Belge      | 18 avril 1939 - 31 octobre 1940 (1 an, 6 mois et 13 jours)      | | Ministre de l'Agriculture |
| 19        |                          | Henri de la Barre d'Erquelinnes (1885-1961) | Bloc Catholique Belge      | 26 septembre 1944 - 12 février 1945 (4 mois et 17 jours)        | Pierlot V | Ministre de l'Agriculture |
| 19        | Pierlot V                | Henri de la Barre d'Erquelinnes (1885-1961) | Bloc Catholique Belge      | 26 septembre 1944 - 12 février 1945 (4 mois et 17 jours)        | | Ministre de l'Agriculture |
| 20        |                          | Louis Delvaux (1895-1976)                   | Bloc Catholique Belge      | 12 février 1945 - 2 août 1945 (5 mois et 21 jours)              | Van Acker I | Ministre de l'Agriculture |
| 21        |                          | René Lefebvre (1893-1976)                   | PL-LP                      | 2 août 1945 - 3 mars 1946 (7 mois et 1 jour)                    | Van Acker II | Ministre de l'Agriculture |
| 22        |                          | Arthur Wauters (1890-1960)                  | PSB-BSP                    | 3 mars 1946 - 31 mars 1946 (28 jours)                           | Spaak II | Ministre de l'Agriculture |
| (21)      |                          | René Lefebvre (1893-1976)                   | PL-LP                      | 31 mars 1946 - 20 mars 1947 (1 an et 17 jours)                  | Van Acker III | Ministre de l'Agriculture |
| (21)      | Huysmans                 | René Lefebvre (1893-1976)                   | PL-LP                      | 31 mars 1946 - 20 mars 1947 (1 an et 17 jours)                  | | Ministre de l'Agriculture |
| 23        |                          | Maurice Orban (1889-1977)                   | PSC-CVP                    | 20 mars 1947 - 16 août 1950 (3 ans, 4 mois et 27 jours)         | Spaak III | Ministre de l'Agriculture |
| 23        | Spaak IV                 | Maurice Orban (1889-1977)                   | PSC-CVP                    | 20 mars 1947 - 16 août 1950 (3 ans, 4 mois et 27 jours)         | | Ministre de l'Agriculture |
| 23        | G. Eyskens I             | Maurice Orban (1889-1977)                   | PSC-CVP                    | 20 mars 1947 - 16 août 1950 (3 ans, 4 mois et 27 jours)         | | Ministre de l'Agriculture |
| 23        | Duvieusart               | Maurice Orban (1889-1977)                   | PSC-CVP                    | 20 mars 1947 - 16 août 1950 (3 ans, 4 mois et 27 jours)         | | Ministre de l'Agriculture |
| 24        |                          | Charles Héger (1902-1984)                   | PSC-CVP                    | 16 août 1950 - 23 avril 1954 (3 ans, 8 mois et 7 jours)         | Pholien | Ministre de l'Agriculture |
| 24        | Van Houtte               | Charles Héger (1902-1984)                   | PSC-CVP                    | 16 août 1950 - 23 avril 1954 (3 ans, 8 mois et 7 jours)         | | Ministre de l'Agriculture |
| (21)      |                          | René Lefebvre (1893-1976)                   | PL-LP                      | 23 avril 1954 - 26 juin 1958 (4 ans, 2 mois et 3 jours)         | Van Acker IV | Ministre de l'Agriculture |
| 25        |                          | Albert de Vleeschauwer (1897-1971)          | PSC-CVP                    | 26 juin 1958 - 21 novembre 1960 (2 ans, 4 mois et 26 jours)     | G. Eyskens II | Ministre de l'Agriculture |
| 25        | G. Eyskens III           | Albert de Vleeschauwer (1897-1971)          | PSC-CVP                    | 26 juin 1958 - 21 novembre 1960 (2 ans, 4 mois et 26 jours)     | | Ministre de l'Agriculture |
| 25        | G. Eyskens III (remanié) | Albert de Vleeschauwer (1897-1971)          | PSC-CVP                    | 26 juin 1958 - 21 novembre 1960 (2 ans, 4 mois et 26 jours)     | | Ministre de l'Agriculture |
| (24)      |                          | Charles Héger (1902-1984)                   | PSC-CVP                    | 21 novembre 1960 - 20 janvier 1972 (11 ans, 1 mois et 30 jours) | Ministre de l'Agriculture | |
| (24)      | Lefèvre                  | Charles Héger (1902-1984)                   | PSC-CVP                    | 21 novembre 1960 - 20 janvier 1972 (11 ans, 1 mois et 30 jours) | Ministre de l'Agriculture | |
| (24)      | Harmel                   | Charles Héger (1902-1984)                   | PSC-CVP                    | 21 novembre 1960 - 20 janvier 1972 (11 ans, 1 mois et 30 jours) | Ministre de l'Agriculture | |
| (24)      | Vanden Boeynants I       | Charles Héger (1902-1984)                   | PSC-CVP                    | 21 novembre 1960 - 20 janvier 1972 (11 ans, 1 mois et 30 jours) | Ministre de l'Agriculture | |
| (24)      | PSC                      | Charles Héger (1902-1984)                   | G. Eyskens IV              | 21 novembre 1960 - 20 janvier 1972 (11 ans, 1 mois et 30 jours) | Ministre de l'Agriculture | |
| 26        |                          | Leo Tindemans (1922-2014)                   | CVP                        | 20 janvier 1972 - 26 janvier 1973 (1 an et 6 jours)             | G. Eyskens V | Ministre de l'Agriculture et des Classes moyennes                                                                                          |
| 27        |                          | Albert Lavens (1920-1993)                   | CVP                        | 26 janvier 1973 - 3 juin 1977 (4 ans, 4 mois et 8 jours)        | Leburton I | Ministre de l'Agriculture |
| 27        | Leburton II              | Albert Lavens (1920-1993)                   | CVP                        | 26 janvier 1973 - 3 juin 1977 (4 ans, 4 mois et 8 jours)        | | Ministre de l'Agriculture |
| 27        | Tindemans I              | Albert Lavens (1920-1993)                   | CVP                        | 26 janvier 1973 - 3 juin 1977 (4 ans, 4 mois et 8 jours)        | | Ministre de l'Agriculture |
| 27        | Tindemans II             | Albert Lavens (1920-1993)                   | CVP                        | 26 janvier 1973 - 3 juin 1977 (4 ans, 4 mois et 8 jours)        | | Ministre de l'Agriculture |
| 27        | Tindemans III            | Albert Lavens (1920-1993)                   | CVP                        | 26 janvier 1973 - 3 juin 1977 (4 ans, 4 mois et 8 jours)        | | Ministre de l'Agriculture |
| 28        |                          | Antoine Humblet (1922-2011)                 | PSC                        | 3 juin 1977 - 3 avril 1979 (1 an et 10 mois)                    | Tindemans IV | Ministre de l'Agriculture et des Classes moyennes                                                                                          |
| 28        | Vanden Boeynants II      | Antoine Humblet (1922-2011)                 | PSC                        | 3 juin 1977 - 3 avril 1979 (1 an et 10 mois)                    | | Ministre de l'Agriculture et des Classes moyennes                                                                                          |
| (27)      |                          | Albert Lavens (1920-1993)                   | CVP                        | 3 avril 1979 - 17 décembre 1981 (2 ans, 8 mois et 14 jours)     | Martens I | Ministre de l'Agriculture et des Classes moyennes                                                                                          |
| (27)      | Martens II               | Albert Lavens (1920-1993)                   | CVP                        | 3 avril 1979 - 17 décembre 1981 (2 ans, 8 mois et 14 jours)     | | Ministre de l'Agriculture et des Classes moyennes                                                                                          |
| (27)      | Martens III              | Albert Lavens (1920-1993)                   | CVP                        | 3 avril 1979 - 17 décembre 1981 (2 ans, 8 mois et 14 jours)     | | Ministre de l'Agriculture et des Classes moyennes                                                                                          |
| (27)      | Martens IV               | Albert Lavens (1920-1993)                   | CVP                        | 3 avril 1979 - 17 décembre 1981 (2 ans, 8 mois et 14 jours)     | Ministre de l'Agriculture | |
| (27)      | M. Eyskens               | Albert Lavens (1920-1993)                   | CVP                        | 3 avril 1979 - 17 décembre 1981 (2 ans, 8 mois et 14 jours)     | Ministre de l'Agriculture | |
| 29        |                          | Paul De Keersmaeker (1929-2022)             | CVP                        | 17 décembre 1981 - 7 mars 1992 (10 ans, 2 mois et 19 jours)     | Martens V | Secrétaire d'État aux Affaires européennes et à l'Agriculture                                                                              |
| 29        | Martens VI               | Paul De Keersmaeker (1929-2022)             | CVP                        | 17 décembre 1981 - 7 mars 1992 (10 ans, 2 mois et 19 jours)     | | Secrétaire d'État aux Affaires européennes et à l'Agriculture                                                                              |
| 29        | Martens VII              | Paul De Keersmaeker (1929-2022)             | CVP                        | 17 décembre 1981 - 7 mars 1992 (10 ans, 2 mois et 19 jours)     | | Secrétaire d'État aux Affaires européennes et à l'Agriculture                                                                              |
| 29        | Martens VIII             | Paul De Keersmaeker (1929-2022)             | CVP                        | 17 décembre 1981 - 7 mars 1992 (10 ans, 2 mois et 19 jours)     | | Secrétaire d'État aux Affaires européennes et à l'Agriculture                                                                              |
| 29        | Martens IX               | Paul De Keersmaeker (1929-2022)             | CVP                        | 17 décembre 1981 - 7 mars 1992 (10 ans, 2 mois et 19 jours)     | | Secrétaire d'État aux Affaires européennes et à l'Agriculture                                                                              |
| 30        |                          | André Bourgeois (1928-2015)                 | CVP                        | 7 mars 1992 - 23 juin 1995 (3 ans, 3 mois et 16 jours)          | Dehaene I | Ministre de l'Agriculture et des P.M.E. |
| 31        |                          | Karel Pinxten (1952-)                       | CVP                        | 23 juin 1995 - 1er juin 1999 (3 ans, 11 mois et 9 jours)        | Dehaene II | Ministre de l'Agriculture et des P.M.E. |
| 32        |                          | Herman Van Rompuy (1947-)                   | CVP                        | 1er juin 1999 - 12 juillet 1999 (1 mois et 11 jours)            | Dehaene II | Vice-Premier ministre, ministre du Budget, de l'Agriculture et des P.M.E.                                                                  |
| 33        |                          | Jaak Gabriëls (1943-)                       | VLD                        | 12 juillet 1999 - 10 juillet 2001 (1 an, 11 mois et 28 jours)   | Verhofstadt I | Ministre de l'Agriculture et des Classes moyennes                                                                                          |
| 34        |                          | Annemie Neyts (1944-)                       | VLD                        | 10 juillet 2001 - 11 juillet 2003 (2 ans et 1 jour)             | Verhofstadt I | Ministre de l'Agriculture, chargée du Commerce extérieur                                                                                   |
| 35        |                          | Sabine Laruelle (1965-)                     | MR                         | 11 juillet 2003 - 11 octobre 2014 (11 ans et 3 mois)            | Verhofstadt II | Ministre de l'Agriculture et des Classes moyennes                                                                                          |
| 35        | Verhofstadt III          | Sabine Laruelle (1965-)                     | MR                         | 11 juillet 2003 - 11 octobre 2014 (11 ans et 3 mois)            | Ministre de l'Économie, des Indépendants et de l'Agriculture                                                                         | |
| 35        | Leterme I                | Sabine Laruelle (1965-)                     | MR                         | 11 juillet 2003 - 11 octobre 2014 (11 ans et 3 mois)            | Ministre des P.M.E., des Indépendants, de l'Agriculture et de la Politique scientifique                                              | |
| 35        | Van Rompuy               | Sabine Laruelle (1965-)                     | MR                         | 11 juillet 2003 - 11 octobre 2014 (11 ans et 3 mois)            | Ministre des P.M.E., des Indépendants, de l'Agriculture et de la Politique scientifique                                              | |
| 35        | Leterme II               | Sabine Laruelle (1965-)                     | MR                         | 11 juillet 2003 - 11 octobre 2014 (11 ans et 3 mois)            | Ministre des P.M.E., des Indépendants, de l'Agriculture et de la Politique scientifique                                              | |
| 35        | Di Rupo                  | Sabine Laruelle (1965-)                     | MR                         | 11 juillet 2003 - 11 octobre 2014 (11 ans et 3 mois)            | Ministre des Classes moyennes, des P.M.E., des Indépendants et de l'Agriculture                                                      | |
| 36        |                          | Willy Borsus (1962-)                        | MR                         | 11 octobre 2014 - 28 juillet 2017 (2 ans, 9 mois et 17 jours)   | Michel I | Ministre des Classes moyennes, des Indépendants, des P.M.E., de l'Agriculture et de l'Intégration sociale                                  |
| 37        |                          | Denis Ducarme (1973-)                       | MR                         | 28 juillet 2017 - 1er octobre 2020 (3 ans, 2 mois et 3 jours)   | Michel I | Ministre des Classes moyennes, des Indépendants, des P.M.E., de l'Agriculture et de l'Intégration sociale                                  |
| 37        | Michel II                | Denis Ducarme (1973-)                       | MR                         | 28 juillet 2017 - 1er octobre 2020 (3 ans, 2 mois et 3 jours)   | Ministre des Classes moyennes, des Indépendants, des P.M.E., de l'Agriculture et de l'Intégration sociale, chargé des Grandes villes | |
| 37        | Wilmès I                 | Denis Ducarme (1973-)                       | MR                         | 28 juillet 2017 - 1er octobre 2020 (3 ans, 2 mois et 3 jours)   | Ministre des Classes moyennes, des Indépendants, des P.M.E., de l'Agriculture et de l'Intégration sociale, chargé des Grandes villes | |
| 37        | Wilmès II                | Denis Ducarme (1973-)                       | MR                         | 28 juillet 2017 - 1er octobre 2020 (3 ans, 2 mois et 3 jours)   | Ministre des Classes moyennes, des Indépendants, des P.M.E., de l'Agriculture et de l'Intégration sociale, chargé des Grandes villes | |
| 38        |                          | David Clarinval (1976-)                     | MR                         | 1er octobre 2020 - (4 ans, 8 mois et 28 jours)                  | De Croo | Ministre des Classes moyennes, des Indépendants, des P.M.E., de l'Agriculture, des Réformes institutionnelles et du Renouveau démocratique |
| 38        | De Wever                 | David Clarinval (1976-)                     | MR                         | 1er octobre 2020 - (4 ans, 8 mois et 28 jours)                  | Vice-Premier ministre, ministre de l'Emploi, de l'Économie et de l'Agriculture                                                       | |